# Nefritis por Henoch-Schönlein
La nefritis por Henoch Schönlein es una vasculitis sistémica de pequeños vasos, se caracteriza por depósitos vasculares y mesangiales de inmunoglobulina A (IgA). Es más frecuente en niños, su incidencia es escasa y también la afectación pulmonar, que tiene una elevada mortalidad.
En niños por lo general el curso clínico es más corto y autolimitado, en adultos es más severo y el pronóstico es peor, han sugerido diferentes mecanismos fisiopatológicos, también se ha relacionado en adultos con tumores.
Existe la tétrada clásica: Exantema, artralgias, dolor abdominal y afectación renal. Sin embargo puede afectar a otros muchos órganos, como miocardio, pulmones, uréter y sistema nervioso central. La hemorragia pulmonar es una rara complicación y se asocia con una mayor morbimortalidad. 
Clásicamente el diagnóstico de esta entidad se apoya en los criterios PSH del American College of Rheumatology (1990), que restringe el diagnóstico a pacientes menores de 20 años. La clásica tétrada de vasculitis cutánea, artralgias, vasculitis gastrointestinal y nefritis, tres de ellas suficientes para el diagnóstico, actualmente es aceptada solo cuando se demuestra depósito de IgA en un órgano afectado.

## Incidencia
La incidencia de afectación renal es variable, en la mayoría de las poblaciones es más frecuente en adultos que en niños; en adultos la incidencia de afectación es de 45-85%. Suele cursar con grados variables de proteinuria, hematuria microscópica o macroscópica, hipertensión arterial e insuficiencia renal. Los hallazgos histopatológicos son los de la nefropatía por IgA que requieren un mínimo de 8 glomérulos en la muestra y evalúa cuatro parámetros: hipercelularidad mesangial, hipercelularidad extracapilar, glomeruloesclerosis segmentaria y atrofia tubular/fibrosis intersticial.

## Manifestaciones clínicas
Las manifestaciones clínicas de nefritis pueden ir desde hematuria microscópica o macroscópica aislada o estar acompañada o no de proteinuria, o presentarse con formas más complejas ya sea como síndrome nefrótico, síndrome nefrítico, síndrome nefrótico-nefrítico e incluso una Glomerulonefritis rápidamente progresiva. De todas estas, la hematuria se presenta en más del 80% de los casos, acompañada de proteinuria significativa en un 30%. Los factores de riesgo para el desarrollo de nefritis y proteinuria significativa incluyen: edad mayor de 10 años, angina intestinal grave, púrpura persistente, recaída de la púrpura y déficit del factor XIII.
La manifestación más frecuente es la hematuria aislada o bien asociada a proteinuria pudiéndose observar un síndrome nefrótico en el 10% de los casos evolucionando a insuficiencia renal terminal un 2-3% de los pacientes presentan nefropatía. En general la hematuria y/o proteinuria desaparece en los 3 primeros meses. La persistencia de proteinuria de rango nefrótico parece ser uno de los mejores marcadores de evolución a insuficiencia renal.

## Pronóstico
La gravedad de la afectación renal en el momento de realizar el diagnóstico, así como los hallazgos histopatológicos en la biopsia renal, se consideran factores pronósticos. Se describen diversos factores de riesgo para el desarrollo de insuficiencia renal crónica en estadio 5. La proteinuria superior a 1g/24hrs durante el seguimiento es un factor predictivo significativo para el desarrollo de insuficiencia renal; la cifra de proteinuria al inicio no tiene tanta influencia. También es importante la Hipertensión Arterial al inicio y durante el seguimiento y el comienzo con insuficiencia renal. La hematuria no parece tener efecto sobre la supervivencia renal. Las lesiones histológicas asociadas con un pronóstico adverso son el grado de fibrosis intersticial y atrofia tubular, la presencia de semilunas, necrosis fibrinoide y porcentaje de glomérulos esclerosados.

## Afectación Extrarenal
La afectación del Sistema Nervioso Central (SNC) clínicamente relevante es poco común y casi siempre se asocia con enfermedad renal en estadios avanzados o con otras afectaciones poco frecuentes, pero es todavía más rara la afectación del Sistema Nervioso Periférico (SNP). Las vasculitis pueden causar inflamación de los vasa nervorum e inducir isquemia en estos nervios, aunque otro mecanismo de lesión sería por compresión por hematoma o edema localizado. Las vasculitis que más afectan al SNP son el síndrome de Churg-Strauss, la Granulomatosis de Wegener y Poliangeítis microscópica. En la PSH la afectación del SNC o del SNP obliga a descartar otras vasculitis en las que dicha afectación es más frecuente. La existencia de afectación del SNP en PSH no requiere tratamiento corticoideo o inmunosupresor (tiende a la recuperación espontánea completa), excepto en presencia de síndrome de Guillain-Barré.

## Factores Genéticos
Se han sugerido factores genéticos en esta enfermedad. Así el polimorfismo en el codón 469 del locus de la molécula de adhesión intercelular-1 (ICAM-1) se ha asociado con protección para complicaciones gastrointestinales graves en PSH. El polimorfismo R/G en el codón 241 podrá reducir el riesgo de secuelas renales en la PSH de presentación en adultos. El tratamiento de PSH en adultos es controvertido. Se han utilizado distintas combinaciones de corticoides e inmunosupresores, pero no existen estudios aleatorizados que evalúen la eficacia de los mismos. Un reciente estudio prospectivo aleatorizado compara el tratamiento corticoideo con la asociación de corticoides y ciclofosfamida en pacientes adultos con PSH grave, sin observar beneficio adicional al añadir ciclofosfamida al tratamiento.

## Reducción de los niveles de IgA
Todo tipo de drogas inmunosupresoras (esteroides, ciclofosfamida, azatioprina e inhibidores de calcineurina) han sido utilizados para prevenir falla renal crónica en HSPN. Ningún estudio se ha diseñado hasta ahora para demostrar la eficacia del medicamento en la producción de IgA1, pIgA1 o GalNac-IgA1. Interesantemente la eficacia en HSPN crónica con Rituximab (RTX) se ha sugerido por tres pacientes pediátricos tratados con RTX por HSP severa refractaria crónica caracterizado por síntomas neurológicos y gastrointestinales resistentes a esteroides y ciclofosfamida. La respuesta se relacionó con la supresión de CD19 expresada en células mononucleares. 

## Eliminación de complejos IgA e IgA1
Varios casos reportan la mejoría dramática de los síntomas extrarenales (gastrointestinales, pulmonares, SNC) posterior a plasmaféresis, interesantemente varios autores lo reportan como el único tratamiento en pacientes con HSPN inicial severo. Además de la eliminación de complejos el papel importante de la plasmaféresis puede ser secundaria a la eliminación de inflamación y sustancias procoagulantes.

## Activación del complemento
La activación de Lecitina en la vía del complemento en la HSPN se asocia con mayor daño renal, esta hipótesis viene secundario a que se impide la formación de varios productos finales de la activación del complemento que juegan un papel importante en la respuesta inflamatoria como C5 y el complejo de ataque de membrana C5b9. Eculizumab es un anticuerpo monoclonal que se une y bloquea el anclaje de C5 dejando los complejos del complemento libres intactos, más notablemente C3b. Eculizumab ha demostrado ser muy eficaz en la prevención de episodios agudos de hemoglobinuria paroxística aguda y síndrome urémico hemolítico atípico, dos enfermedades resultantes de la inhibición del complemento a diferentes niveles.  Esto sugiere que el Eculizumab puede ser de valor en otras enfermedades renales en las cuales el complemento se encuentra presente.

## Formación de fibrina
El posible rol de la fibrina en la patogénesis de la formación de semilunas ha sido fuertemente sugerido por observaciones clínicas y experimentales. Esta es la razón por la cual la Warfarina, Dipyridamol, y ácido acetilsalicílico han sido utilizados junto con agentes inmunosupresores por varios autores. Las posibles complicaciones de sangrado gastrointestinal vistas en este tipo de pacientes han llevado a los clínicos a descontinuar el uso de anti-coagulación.

## Proliferación mesangial, Glomeruloesclerosis y proteinuria
HSPN puede progresar a depósitos de IgA-CC induciendo proliferación mesangial, acumulación en la membrana extracapilar y glomeruloesclerosis secundaria a nefropatía por IgA. La proteinuria persistente posterior a la fase aguda puede ser secundaria a dos mecanismos diferentes: hiperfiltración por reducción de volumen de la nefrona o el efecto de quimiocinas producidas por la persistente estimulación de las células mesangiales en podocito/podocitos. Teóricamente ambos mecanismos pueden ser contrarrestados con los IECA mientras que los corticosteroides pueden prever la proliferación de células mesangiales. La prolongada administración de estos medicamentos han mostrado ser útiles en la disminución de la proteinuria y prevenir la progresión a nefropatía por IgA. 
A pesar de la reducción de la proteinuria con el tratamiento con ciclosporina en algunos pacientes con HSPN que no responden a esteroides y drogas inmunosupresoras este tratamiento no se debe recomendar seguido con prednisona debido a la nefrotoxicidad potencial de la ciclosporina. 

## Formación de semilunas
Debido a que la progresión de semilunas es relacionado con esclerosis es importante detectar signos histológicos predictores de esta evolución (ej. Disrupcción de la cápsula de Bowman, presencia de fibroblastos en el espacio de Bowman) e iniciar estrategias anti esclerosis. Esto se puede llevar a cabo tras la eliminación de IgA-CC por plasmaféresis.
El uso de pulsos de Metilprednisolona en vez de las dosis habituales de prednisona se ha obtenido por resultados experimentales. Estas observaciones sugieren que se utilicen pulsos de Metilprednisolona al inicio del uso de prednisona. Más específicamente el tratamiento ha sido considerado en estudios clínicos para prevenir la influencia de monocitos en el espacio de Bowman. El bloqueo selectivo de IL-1 con el receptor antagonista IL-1 y el TNF con receptores solubles de TNF reducen la formación de semilunas por la reducción de la expresión de moléculas de adhesión celular y el reclutamiento de macrófagos en modelos experimentales de Glomerulonefritis.

## Decisión actual para el clínico
El efecto del tratamiento es difícil de evaluar considerando la posible recuperación espontánea o aparente restauración de la función renal enmascarando la reducción de masa renal que puede ser suficiente para llevar a enfermedad renal crónica secundaria a hiperfiltración prolongada. 
La falta de beneficios de esteroides e inmunosupresores reportadas en series antiguas y la falta de datos que demuestren un alto nivel de evidencia hacen más difícil la elección del tratamiento.
Sin embargo en la actualidad se está convencido de la necesidad del tratamiento secundario a lo observado en algunos estudios en donde la intensificación del tratamiento en casos severos causados por nefropatía por púrpura de Henoch-Schonlein reportan empeoramiento de la evolución al momento del cese de la terapia. Se ha dicho que varios tipos de tratamiento han tenido eficacia en la nefropatía por HSP en estudios no controlados: Metilprednisolona seguido de prednisona, plasmaféresis sola, corticosteroides combinados con urokinasa o drogas inmunosupresoras como ciclofosfamida, azatioprina y mizoribin. El valor de estas series puede ser controversial debido a que la recuperación espontánea no está excluida cuando los pacientes se comparan con ellos mismos.
Se ha demostrado que en niños un ciclo corto inicial de prednisona no previene el desarrollo de síntomas renales con HSP y no afecta la evolución renal, además que la ciclofosfamida no es efectiva, incluso 90mg/m2 por día por 42 días no es más efectiva que la terapia de soporte en pacientes con nefritis HSP severa. Después de 14 años de seguimiento un estudio reciente confirma la falta de eficacia de la ciclofosfamida en un estudio placebo-controlado prospectivo comparando ciclofosfamida + prednisona vs prednisona sola en un cohorte de adultos con HSPN.
En caso de síntomas renales mínimos como microhematuria, corta duración de la hematuria macroscópica o proteinuria leve se puede decidir no iniciar el tratamiento por el bajo riesgo de ERC. Sin embargo se debe llevar seguimiento de los pacientes para detectar cualquier cambio que nos pudiera llevar a biopsia renal y la decisión de tratamiento. 
En el caso de síndrome nefrítico, o proteinuria en rangos nefróticos incluso sin síndrome nefrótico se recomienda llevar a cabo tratamiento considerando el riesgo de falla renal a largo plazo (15%).  Se ha propuesto un curso inicial de altas dosis de Metilprednisolona ya que la prednisona sola no tiene ningún beneficio. El uso de terapia inmunosupresora se debe considerar en caso de mejoría retardada o en situaciones de alto riesgo. Sin embargo considerando los estudios clínicos aleatorizados y los efectos adversos la ciclofosfamida no debería recomendarse más. Aunque la plasmaféresis se considera una terapia agresiva el riesgo de complicaciones con equipos modernos en manos expertas en comparación con el riesgo de ERC en pacientes con presentación clínica severa especialmente en asociación con clasificación patológica IV o V. Los resultados sugieren el uso temprano de plasmaféresis en pacientes en los que el uso de esteroides o terapia inmunosupresora no es efectiva incluso inicialmente cuando el síndrome nefrítico y nefrótico es asociado a mayor porcentaje de semilunas. Se deben de incluir los IECA a cualquier nivel de proteinuria e incluso ser usados como tratamiento único en caso de proteinuria persistente con alto grado de cronicidad tras la biopsia inicial.
El tratamiento inicial temprano puede ser un factor mayor para la prevención a ERC.